# Live (album TSA)
Live – debiutancki album zespołu TSA wydany w 1982 roku nakładem Tonpressu
.

## Lista utworów
Strona A
1. "Manekin disco" (muz. A. Nowak, M. Piekarczyk, sł. J. Rzehak) – 4:46
2. "Spółka" (muz. A. Nowak, M. Piekarczyk, sł. J. Rzehak) – 4:03
3. "Wyprzedaż" (muz. S. Machel, sł. J. Rzehak) – 3:35
4. "51" (muz. A. Nowak, M. Piekarczyk, sł. J. Rzehak) – 7:08

Strona B
1. "Plan życia" (muz. A. Nowak, M. Piekarczyk, sł. J. Rzehak, M. Piekarczyk) – 2:47
2. "Chodzą ludzie" (muz. A. Nowak, M. Piekarczyk, sł. J. Rzehak) – 5:10
3. "Wpadka" (muz. A. Nowak, M. Piekarczyk, sł. J. Rzehak) – 3:23
4. "Mass media" (muz. A. Nowak, M. Piekarczyk, sł. J. Rzehak) – 3:40
5. "TSA rock" (muz. A. Nowak, S. Machel, sł. J. Rzehak) – 5:17

## Twórcy
- Marek Kapłon – perkusja
- Stefan Machel – gitara
- Marek Piekarczyk – wokal
- Andrzej Nowak – wokal, gitara
- Janusz Niekrasz – gitara basowa

### Personel
- Jacek Mastykarz, Włodzimierz Żywioł – realizacja
- Ryszard Piekarczyk – projekt graficzny
- Mirosław Stępniak – foto